# Giorno di lode
Il Giorno di lode (Inglese: Day to Praise; in ebraico: יום הלל Yom Hallel) è un'iniziativa internazionale globale istituita dal Centro per la cooperazione e l'intesa ebraico-cristiana, su iniziativa del rispettivo rettore e fondatore Rabbi Shlomo Riskin e dal suo Direttore esecutivo, David Nekrutman.
L'iniziativa prende spunto della ricorrenza annuale di Yom HaAtzmaut (la festa d'indipendenza di Israele) per celebrare insieme ai cristiani di tutto il mondo un giorno di lode al Signore, recitando l'Hallel (Salmi 113-118).

## Storia

### L'Hallel
L'Hallel consiste di sei Salmi (113–118), che vengono recitati come una singola unità, in occasioni di gioia e celebrazione. Tali occasioni includono le seguenti festività: le tre feste di pellegrinaggio a Pesach, Shavuot e Sukkot (i giorni di santificazione più importanti, citati nella Torah), Hanukkah e Rosh Chodesh (inizio del mese nuovo). Due anni dopo la fondazione dello Stato di Israele nel 1948, il Rabbinato centrale di Israele decise che "Yom HaAtzmaut" dovesse acquisire la forma di festività ebraica minore, durante la quale venisse recitata la preghiera di Hallel (Salmi 113-118). La recitazione della benedizione di Hallel venne poi introdotta nel 1973 dal Rabbino capo d'Israele Shlomo Goren.

### Concezione
Nell'ottobre 2014, Rabbi Shlomo Riskin, rettore e fondatore del Centro per la cooperazione e l'intesa ebraico-cristiana (CJCUC), fu il primo rabbino ortodosso ad invitare i cristiani in visita in Israele a partecipare al "rally di preghiera" con leader interconfessionali ebrei presso il quartier generale del Centro durante la festa di Sukkot, e a recitare tutti insieme l'Hallel. Questo evento celebrativo sta alla base della successiva creazione del "Giorno di lode" mondiale.